# Distretto di Bollate
Il distretto di Bollate era il nome di un distretto progettato dal governo giacobino della Repubblica Cisalpina nel dipartimento d'Olona. Nella sua versione originale, molti enti simili, non trovò piena applicazione a causa del caotico periodo rivoluzionario in cui fu ideato, e venne soppresso dopo solo un anno a causa di nuovi rivolgimenti politici. Nella successiva ideazione non sopravvisse invece più di tre anni.

## Storia
La Costituzione della Repubblica Cisalpina progetto un nuovo ordinamento degli enti locali lombardi, partendo dal presupposto di una nuova geografia basata su una razionalizzazione illuministica anziché sui retaggi di secoli di storia. La funzione dei distretti, che andavano a sostituire l'istituto plurisecolare della pieve, sarebbe divenuto quello di svolgere le più alte funzioni municipali nelle aree di notevole parcellizzazione comunale.
Nell'area alto milanese, quella che era stata la Pieve di Bollate venne ampliata con la zona nordoccidentale dell'ex Pieve di Bruzzano e con buona parte di quell'area della vecchia Pieve di Trenno che era stata religiosamente autonoma come Pieve di Rho. Il distretto venne classificato col numero 3.
Definito dalla legge 6 germinale anno VI, l'ente non riuscì ad avere una vera applicazione, poiché pochi mesi dopo il golpe militare riversò il primo governo giacobino sostituendolo con uno più finalizzato ad ottenere risparmi per la guerra. Il distretto di Bollate, ritenuto troppo piccolo, venne subito ridefinito a favore di una circoscrizione più ampia.

## Territorio
Il territorio originale del distretto era così suddiviso:
| Comuni                                                                          |
| Comune di Bollate Comune di Baranzate Comune di Cassina Nuova Comune di Roserio |
| Comune di Cassina Pertusella                                                    |
| Comune di Castellazzo                                                           |
| Comune di Cesate                                                                |
| Comune di Garbagnate                                                            |
| Comune di Novate                                                                |
| Comune di Pinzano                                                               |
| Comune di Senago                                                                |
| Comune di Vialba                                                                |
| Comune di Arese Comune di Valera                                                |
| Comune di Bruzzano                                                              |
| Comune di Cormano                                                               |
| Comune della Cassina Triulza                                                    |
| Comune di Mazzo Comune di Pantanedo Comune di Terrazzano                        |

## Il secondo distretto
Il nuovo direttorio insediato a Milano dall'Armée ridefinì i distretti in maniera più ampia in modo da risparmiare sui costi di gestione. Il nuovo distretto di Bollate della legge 5 vendemmiale anno VII, il numero 32 del dipartimento con 12.500 abitanti, annesse quasi tutta la parte del soppresso Distretto di Sesto San Giovanni che aveva fatto parte della Pieve di Bruzzano tranne Crescenzago, mentre venne revocata l'idea di inglobargli i comuni provenienti dall'ex Pieve di Rho. Completava il quadro Cassina Amata.
La piena entrata a regime dell'ente, al cui capo fu posto un commissario distrettuale, fu interrotta dopo solo un anno dall'invasione austriaca. Anche dopo la rivincita francese, i vecchi distretti vennero considerati non più necessari come livello di autogoverno locale, e la nuova compartimentazione del 1801 non li previde più.